# 佐佐木保重
佐佐木保重（日语：／ Sasaki Yasushige，1960年10月12日—），日本男子举重运动员。他曾代表日本参加1986年亚洲运动会举重比赛，获得一枚铜牌。他也曾参加1984年和1988年夏季奥林匹克运动会。